# Божићни кактус
Божићни кактус или Шлумбергера (Schlumbergera truncata) је је биљка из породице кактуса (Cactaceae). Ендемска је врста на југоисточном подручју Бразила, у суптропским и тропским приобалним шумама и џунглама до 1500 метара висине  тамо је позната као Zygocactus. Расте често као епифит на стаблима (грч. епи – на, пхyтон – биљка) и својим коријењем продире под кору домаћина. На свом положају биљка је тако заштићена крошњом од прејаког сунца. Често се узгаја као собна биљка, цвета највише крајем јесени и почетком зиме. Добио је име управо због цветања у периоду новогодишњих и божићних празника.  Божићни кактус доноси радост у дом и улепшава време које је пред нама. Постао је један од симбола божићних празника, када раскошно цвета у црвеној, љубичастој, наранџастој, жутој, белој и ружичастој боји.

## Опис
Латинско име truncata (одсечена) указује на сегменте стабљика које су видљиво одбојене једна од друге. На страним језицима називи су false Christmas cactus, Thanksgiving Cactus, Crab Cactus (eнглески), Cactus de Navidad (шпански), Flor de Maio, Cacto de Natal, Cacto de Páscoa, Flor de Seda (португалски), божићни кактус (словеначки), Novemberkaktus (шведски) .Стабљике чине издужени сегменти, плоснати су и назубљених рубова, у почетку су усправни, касније висе, нарасту и до 45 метара дужине. Цветови су у црвеној, љубичастој, наранџастој, жутој, розе, белој и ружичастој боји. Цвета почетком јесени и зими, када температуре падну и када дан постане кратак. Одговара му влажна и добро дренирана земља како се вода не би задржавала око кориена. Плод је округлог облика и црвен. Оно што је необично јесте да ова врста кактуса не поседује трње! Божићни кактус се сматра лиснатим кактусом, јер његове гране имају облик и фукнцију листова. Оно што ову биљку чини још лепшом јесте бујни раст цветова који може достићи висину до 7цм и може цветати више пута у току године. У време цветања избегавајте пресађивања и превелика излагања биљке шоковима. Ова биљка је идеална за суве и затворене просторе и не треба јој пуно бриге и заливања. Учините то једном недељно, а можете га прскати и одстајалом водом на сваких неколико дана. Да процвета требало би да јој осигурате много индиректног светла и не премештати га јер не воли промене. 

## Нега
Божићни кактус је осетљивија биљка, која ће уз нешто више посвећености успети у Вашем простору. Одржавање и нега божићног кактуса огледа се у:
- Адекватној температури
- Светлости
- Правилном заливању
- Пресађивању
- Размножавању
- Прихрани
- Орезивању

Адекватна температура - Температура је битан фактор када је у питању боја цветова ове биљке. Најповољнија температура је између 16-20 степени. На температури од 20 степени, божићни кактус добиће јарко црвене цветове, док ће на нижој температури попримити светлије нијансе.
Светлост - Божићни кактус није љубитељ директне сунчеве светлости, због тога је и идеалан као собна биљка. Биљку можете поставити поред прозора где би била у благој сенци, али да би примила онолико светлости колико јој је потребно. Према Фенг Шуију, овој биљци је место на источном делу стана или куће због привлачења позитивне енергије. Оно што је такође битно да знате како би ваш божићни кактус правилно цветао је да му је потребно 10 сата дневне сунчеве светлости и 12 сата мрака.
Заливање је методом “натопи и осуши”. Једноставно сваких 7 – 10 дана потопите своју биљку са све саксијом у кофу одстајале воде. Оставите тако 5 минута, а затим је извадите и оставите да се потпуно оцеди. Важно је да користите саксије са дренажним рупама. Када божићни кактус почиње да даје знакове цветања, попут бубрења пупољака, тада треба да повећате количину воде. Током цветања биљка троши доста енергије, зато јој је потребна адекватна хидратација, међутим водите рачуна, прекомерно заливање може уништити биљку. Уколико пак, ваш божићни кактус не цвета, знајте да му нисте обезбедили адекватну влагу.
Пресађивање - Пресађивање божићног кактуса врши се једном у 2 до 3 године. Оно што посебно треба да знате је да се пресађивање не врши у фази цветања. Искористите фазу мировања биљке и пресадите је у нове и веће саксије. У том периоду, врши се и размножавање лисним резницама. Такође је битно да божићном кактусу приликом пресађивања обезбедите песковит супстрат који можете наћи у било којој пољопривредној апотеци.
У фази мировања врши се такође размножавање биљке. Потребно је да: одсечете врхове стабљика, односно четири чланака који имају добро корење. Од тих четири чланака, један треба бити усађен у песковит супстрат, док остала три требају бити ван њега. Млади корен ће се брзо формирати и то у року од 15 дана! Тада, најбоље је престати са заливањем, и једном недељно попрскати земљу млаком водом.
Као што је случај са заливањем, тако је и са прихраном. Са њом треба кренути након фазе мировања, када биљка креће да троши доста енергије како би цветала. Најадекватније је да божићни кактус прихрањујете једном у 3 недеље, све до следеће фазе мировања, односно до септембра. За прихрану користите ђубриво за кактусе које такође можете пронаћи у свим пољопривредним апотекама.
Када биљка заврши са цветањем, прелази у фазу мировања. Тада је најпогодније време за орезивање божићног кактуса. Приликом орезивања, битно је да смањите заливање и прекинете прихрану. Орезивање се врши класичним начином као и код осталих биљака, али ипак не морате да се бринете јер Божићни кактус поседује чврсто лишће и цветове. 

## Проблеми
Шлумбергера илити божићни кактус није токсична биљка и идеална је за држање у затвореним просторијама. Водите рачуна на нагле промене темепратуре или количине светлости које могу изазвати опадање цветова биљке онда када још није време за то. Такође, ова биљка је веома осетљива на промају те је држите даље од струјања хладног ваздуха. Уколико су јој стабљике ломљиве то може значити да јој недостаје воде и влажности. Једноставно залијте биљку и попрскајте јој листове одстајалом водом или кишницом и све ће бити у реду.  Труљење стабљике ове биљке најчешће је последица хладног и превише влажног тла. Труљење се манифестује формирањем смеђег места на дну стабљике и видним оштећењем листова. Ова врста труљења која је последица гљивичне болести је јако страшна за ову биљку. Можете покушати да је спасите од угинућа тако што ћете пажљиво орезати оболело подручје, водећи рачуна да не повредите додатно биљку.
Труљење корена може се десити, ако је превише заливате. Због тога је метод “натопи и оцеди” најбољи за раст Шлумбергере. Потребно је да кактус извадите из саксије или посуде у којој се налази, затим да добро исперете корен како би уклонили гљивице. Након тога пажљиво орежите труло подручје и сместите у лонац који има отвор за одвод и који је напуњен мешавином која је погодна за кактусе. Како би избегли поновно труљење, неопходно је да своју биљку редовно и темељно заливате.
Вирус некротичних мрља се манифестује појављивањем мрља жутих нијанси. Такође последица може бити увенуће лишћа и стабљике божићног кактуса. Како би спасили вашу биљку потребно је да је преместите у нову саксију или посуду и да јој обезбедите богат супстрат. Такође, битно је да биљку адекватно штитите од инсеката јер је овај вирус најчешће последица убода.
Botrytis blight - Ова болест је пристутна уколико су цветови или стабљика биљке прекривани сребрним гљивицама. Ова болест је такође јако тешка за божићни кактус, међутим ако реагујете на време, можете је спасити од пропадања. То ћете учинити благим орезивањем заражених подручја и смањењем влажности.
Опадање листова и цветова код Божићног кактуса обично се дешава када је биљка била изложена наглим променама. Добра превенција овог проблема  може бити да биљку не померате од тренутка када почне да цвета па све док цветови сами не отпадну. Шлумбергера можда делује као захтевна биљка, али када се уходате схватићете да није тако. Она само тражи услове приближне њеном природном станишту, а ако јој то омогућите наградиће вас прелепим јарким цветовима и то у зимском периоду.  